# Sonic Runners Adventure
Sonic Runners Adventure è un videogioco a piattaforme side-scrolling endless runner della serie Sonic the Hedgehog, sviluppato e pubblicato da Gameloft. È il sequel di Sonic Runners. Il gioco è stato pubblicato per la prima volta in regioni selezionate il 10 giugno 2017 ed è stato lanciato nuovamente il 9 agosto 2017. Il gioco è stato distribuito ufficialmente su entrambe le piattaforme iOS e Android il 20 dicembre 2017.